# Der Schwarm (Fernsehserie)
Der Schwarm ist eine vom ZDF produzierte internationale Fernsehserie, die auf dem von Frank Schätzing verfassten gleichnamigen Roman basiert. Die Uraufführung der ersten Folgen erfolgte im Februar 2023 im Rahmen der 73. Berlinale.
Die Serie ist seit dem 22. Februar 2023 in der ZDFmediathek abrufbar.

## Handlung
Weltweit häufen sich mysteriöse Ereignisse aus der Tiefe der Ozeane: Wale zerstören Boote, Tiefseekrabben greifen Strände an und Muscheln legen Containerschiffe lahm. Ein bisher unbekannter Eiswurm destabilisiert Kontinentalhänge in den Meeren und löst Tsunamis aus, und von den Küsten her verbreitet sich im Trinkwasser ein tödlicher Erreger (durch in Restaurants platzende Hummer an Land gebracht). Immer mehr Menschen auf der Welt sind in Lebensgefahr. Auf der fieberhaften Suche nach den Ursachen der rätselhaften Phänomene findet sich eine kleine Gruppe internationaler Wissenschaftler zusammen und findet heraus, dass eine unbekannte Spezies im Meer existiert, die für die Angriffe auf die Menschheit verantwortlich ist. Doch kaum jemand glaubt der Forschergruppe.

## Produktion

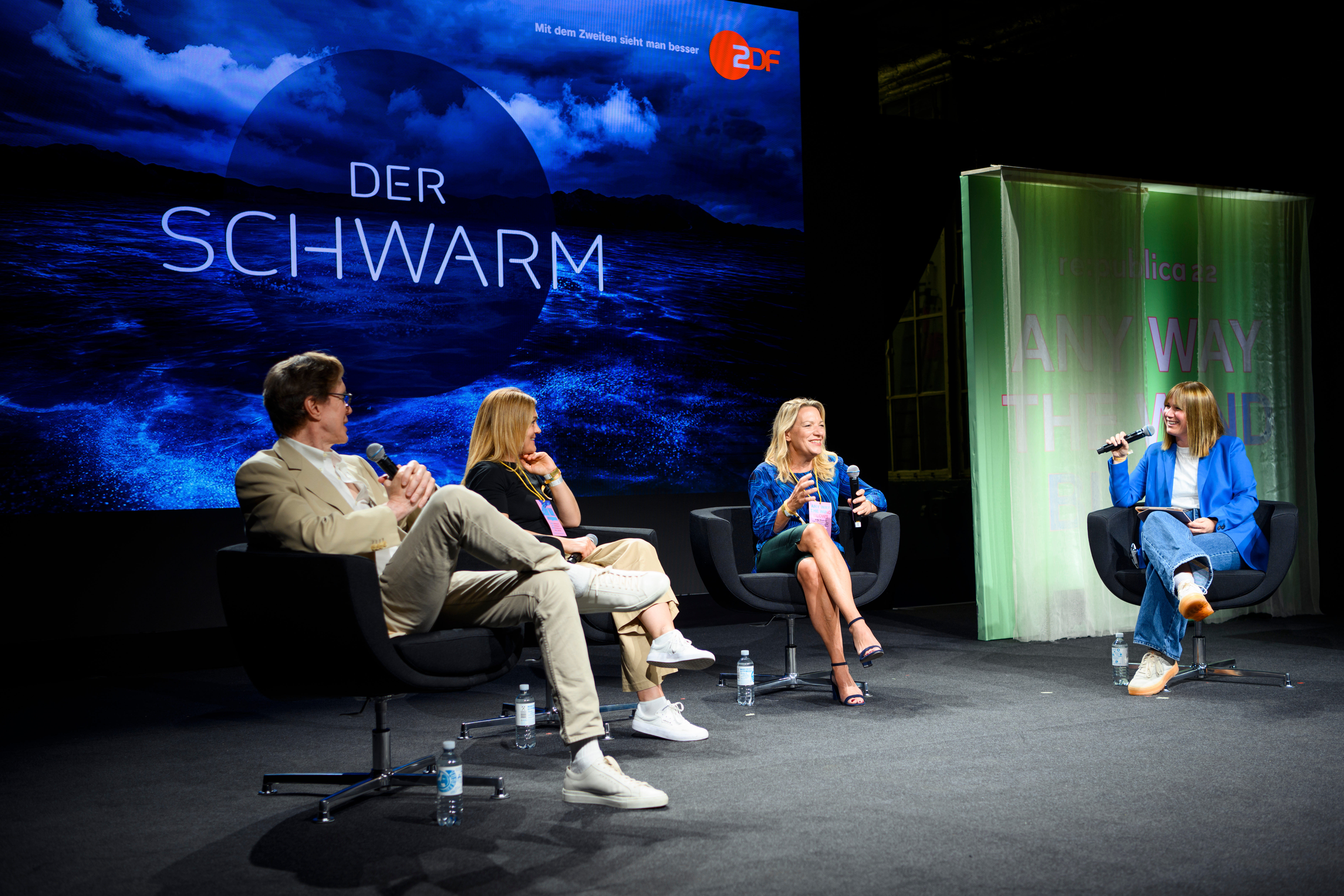
Produzententeam bei der re:publica 2022

Produziert wurde im Auftrag der European Alliance unter Federführung des ZDF zusammen mit France Télévisions, Rai, ORF und SRF, der Nordic Entertainment Group und Hulu (Japan).
Das Produktionsbudget belief sich auf mindestens 40 Millionen Euro. Das ZDF trägt ein Drittel der Produktionskosten. Es war, berechnet auf Sendeminuten, die bis dahin aufwendigste Fernsehproduktion im deutschsprachigen Raum, noch vor Babylon Berlin, sowie eine der teuersten in Europa. Der US-amerikanische Showrunner Frank Doelger, der zuvor an der Produktion von Game of Thrones beteiligt war und auch an den Serien John Adams – Freiheit für Amerika und Rom mitwirkte, gab jedoch an, aus Kostengründen teilweise auf „Wunsch-Schauspieler verzichtet“ zu haben.
Die Dreharbeiten, die in Belgien (dort in den Lites Studios) und Italien stattfanden, begannen im Juni 2021 und endeten im September desselben Jahres.
Als wissenschaftliche Berater standen die Meeresbiologen Antje Boetius und Jon Copley dem Produktionsteam bei.

## Veröffentlichung und Rezeption

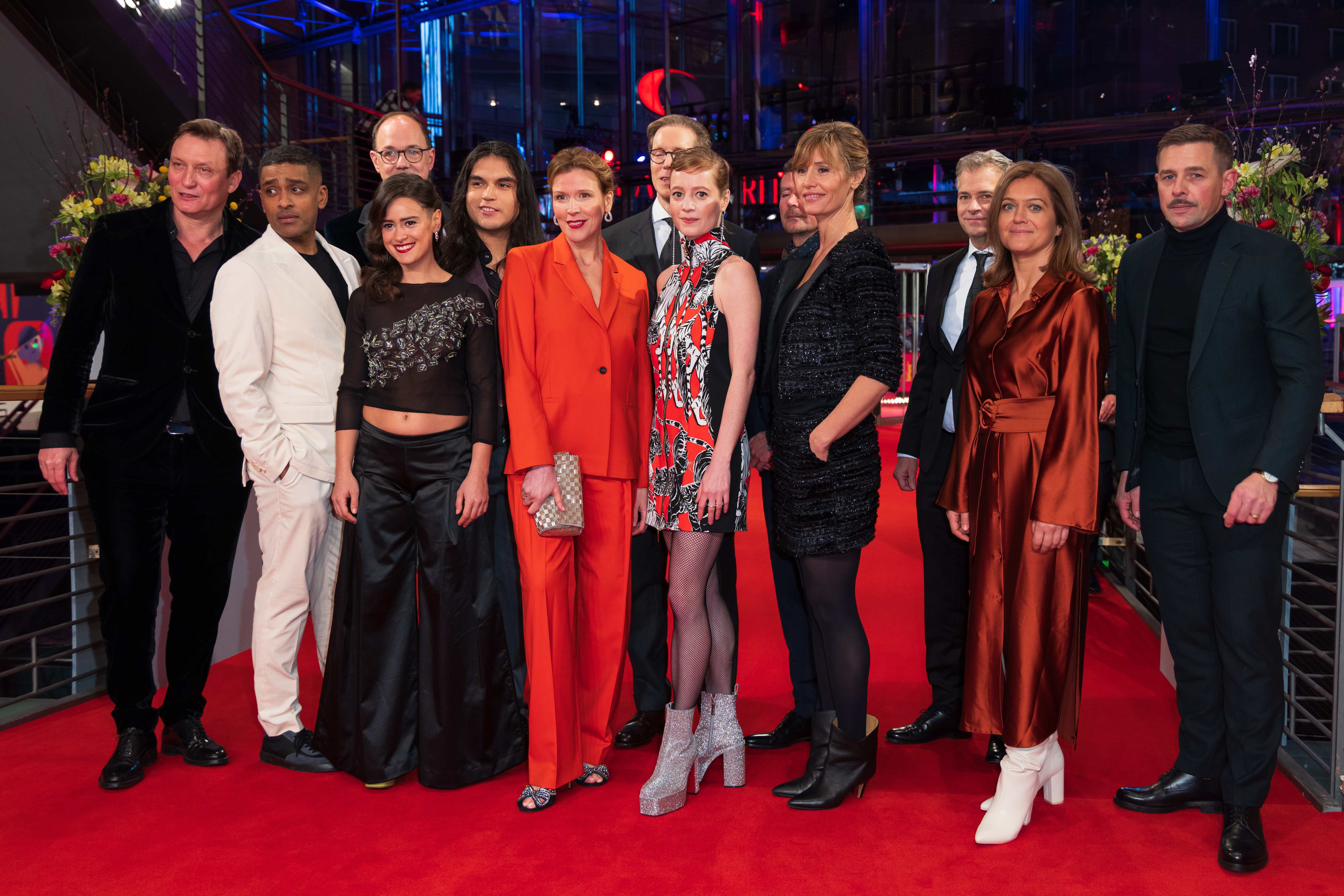
Darsteller und Produzenten der Serie auf der Berlinale (2023)

Die ersten drei Folgen von Der Schwarm eröffneten am 19. Februar 2023 die Sektion Berlinale Series der Internationalen Filmfestspiele Berlin.
Ab dem 22. Februar 2023 wurden die ersten Folgen der Serie in der ZDF-Mediathek und auf Play Suisse veröffentlicht. Die Fernseh-Premiere war vom 6. bis 9. März 2023 in Doppelfolgen zur Hauptsendezeit im ZDF. Der ORF strahlte die ersten zwei Folgen am 6. März aus, die Folgen 3 bis 5 am 7. März und die finalen drei Folgen am 8. März 2023.
Frank Schätzing, der Autor der Romanvorlage, war anfangs Teil des Produktionsteams um Frank Doelger, zog sich aber aufgrund von inhaltlichen Differenzen aus der Produktion zurück. Das Projekt, in das Hunderte Menschen involviert waren, abzubrechen, sei ihm in Krisenzeiten „unanständig“ vorgekommen. „Ich bin ausgestiegen, in der Hoffnung, dass mich das Resultat trotz allem begeistern wird. Tut es nicht.“ Bei der Serie sei manches „kinoreif, anderes rühr- und redseliges Beziehungskisten-TV. Es pilchert mehr, als es schwärmt. Gute Schauspielerriege, aber unterfordert. Die globale Dimension der Bedrohung wird nicht spürbar, von Aktualität oder einer intelligenten Alien-Strategie ganz zu schweigen. Man hätte dem Narrativ des Romans mehr vertrauen sollen, der Maximaleskalation des Thrillers.“
Bei der Erstausstrahlung im ZDF am 6. März 2023 hatten die ersten beiden Folgen 6,82 Millionen Zuschauer bei 24,4 % Marktanteil.
Einen Tag später hatten die dritte und vierte Folge 5,37 Millionen Zuschauer und einen Marktanteil von 20,1 %.
Am 8. März 2023 lag die Einschaltquote der fünften und sechsten Folge bei 4,56 Millionen Zuschauern und 17 Prozent.
Die Premiere der letzten beiden Folgen am 9. März 2023 hatte einen Marktanteil von 16,4 Prozent und 4,58 Millionen Zuschauer.

## Episodenliste

### Staffel 1
| Nr. | Deutscher Titel | Originaltitel | Erstveröffentlichung D/CH (online) | Deutschsprachige Erstveröffentlichung (ZDF/ORF) | Regie          |
| --- | --------------- | ------------- | ---------------------------------- | ----------------------------------------------- | -------------- |
| 1 | Folge 1         | Episode 1     | 22. Feb. 2023                      | 6. März 2023 (ZDF) 6. März 2023 (ORF)           | Luke Watson    |
| Die junge Meeresbiologin Charlie Wagner ist aufgrund ihres eigensinnigen Verhaltens als Bewährungsmöglichkeit auf einem Forschungsposten in Shetland stationiert. Sie fischt eine Sonde aus dem Meer, die eine Fehlfunktion hat. Da die Elektronik beschädigt ist, kommen Charlies Freunde Jess und Thomas für einige Stunden nach Shetland, um die Sonde zu reparieren. Abends lernt Charlie in einer Bar den Fischer Douglas McGinn kennen. Obwohl beide unterschiedliche Auffassungen über Meeresschutz haben, entwickeln sie Sympathien füreinander und werden ein Paar. Als Charlie ihn mit auf eine Bootstour nimmt, entdecken beide seltsame Brocken, die an der Oberfläche treiben. Charlie erklärt Douglas, dem die Brocken unbekannt sind, dass es sich um Methaneis handelt, das sich in seltenen Fällen vom Meeresboden löst. Sie informiert ihre Institutsleiterin Katharina Lehmann und wird getadelt, weil sie Douglas mit auf die Bootstour genommen hat. Anschließend bekommt Charlie die Anweisung, das Phänomen genauer zu untersuchen. Alicia Delaware, die für die Intergovernmental Oceanographic Commission tätig ist, lernt auf Vancouver Island den Walforscher Leon Anawak kennen der sich ihr gegenüber aber abweisend verhält. Leon wird kurz darauf Zeuge eines Angriffs eines Buckelwals und mehrerer Orcas auf ein Walbeobachtungsschiff, bei dem auch seine Jugendfreundin Lizzie Stringer ums Leben kommt, als sie vor seinen Augen von einem Orca gefressen wird.                                                                             |                 |               |                                    |                                                 |                |
| 2 | Folge 2         | Episode 2     | 22. Feb. 2023                      | 6. März 2023 (ZDF) 6. März 2023 (ORF)           | Luke Watson    |
| Gemeinsam mit ihrer Freundin, der Ärztin Sophia Granelli, untersucht die erfahrene Molekularbiologin Cécile Roche an der französischen Atlantikküste seltsame Fälle von Vergiftungen durch Meerestiere in Saint-Jean-de-Luz. Die Astrophysikerin Samantha Crowe, die mit ihrer Lebenspartnerin auf Vancouver Island Urlaub macht, trifft auf Leon und händigt ihm ihre Karte aus, um in Kontakt zu bleiben. Die Journalistin Tina Lund, die für die Ölfirma Hovestat arbeitet, beauftragt ihren Ex-Freund Sigur Johanson mit einem Gutachten über eine geplante Bohrung. Bei einer Fahrt mit dem Forschungsschiff Thorvaldson entdecken sie im Kameralicht des vom Technikspezialisten Luther Roscovitz gesteuerten Tauchroboters seltsam vergrößerte Eiswürmer am Meeresgrund. Tina versichert dem misstrauischen Sigur, der immer noch etwas für sie empfindet, dass sie im Gutachten wahrheitsgemäß im Sinne des Umweltschutzes berichten wird. Beide reisen nach Kiel und besprechen sich mit Katharina, die ihnen mitteilt, dass es sich nicht nur bei den Würmern, sondern auch bei den Bakterien, die ihnen als Nahrungsgrundlage dienen, um eine neue Spezies handelt. Tina überredet Sigur dazu, gemeinsam mit ihr einen Kongress in Genf zu besuchen, um herauszufinden, ob andere Forscher auch auf die ungewöhnlichen Eiswürmer gestoßen sind. Charlie sendet ihrer Freundin Jess auf dem Forschungsschiff Juno einen Geburtstagsgruß, verpasst aber deren Rückruf, weil sie Zeit mit Douglas verbringt. Während Jess’ Anruf aufgezeichnet wird, versinkt die Juno. |                 |               |                                    |                                                 |                |
| 3 | Folge 3         | Episode 3     | 22. Feb. 2023                      | 7. März 2023 (ZDF) 7. März 2023 (ORF)           | Barbara Eder   |
| Charlie reist nach Kiel, um gemeinsam mit ihrer skeptischen Vorgesetzten Katharina am Institut die Ursache für den Untergang des Forschungsschiffs Juno zu untersuchen, bei dem ihre Freundin Jess ums Leben gekommen ist. Dabei werden sie von Rahim Amir unterstützt, der, wie Charlie, Doktorand am Institut von Katharina ist. |                 |               |                                    |                                                 |                |
| 4 | Folge 4         | Episode 4     | 1. März 2023                       | 7. März 2023 (ZDF) 7. März 2023 (ORF)           | Barbara Eder   |
| Cécile trägt den skeptischen Behörden ihre Erkenntnisse vor und empfiehlt, den Fischfang vor der Küste einzustellen und die Bevölkerung vor dem Gebrauch von Leitungswasser zu warnen. Tina und Sigur brechen zu einer weiteren Fahrt mit der Thorvaldson auf, um die Eiswürmer genauer zu untersuchen. Charlie kehrt nach Shetland zurück, wo sie erneut mit ihrem Freund Douglas zusammentrifft. |                 |               |                                    |                                                 |                |
| 5 | Folge 5         | Episode 5     | 1. März 2023                       | 8. März 2023 (ZDF) 7. März 2023 (ORF)           | Barbara Eder   |
| Cécile erforscht ein merkwürdiges massenhaftes Auftreten von Krabben und weist in toten Exemplaren das Bakterium nach, das auch für die Todesfälle an der französischen Atlantikküste verantwortlich war. Katharina ermittelt die voraussichtlichen Gefährdungen durch die Eiswürmer, während Charlie Sigur, der sie in Shetland aufsucht, über ihre Erkenntnisse informiert. |                 |               |                                    |                                                 |                |
| 6 | Folge 6         | Episode 6     | 1. März 2023                       | 8. März 2023 (ZDF) 8. März 2023 (ORF)           | Barbara Eder   |
| Charlie kehrt mit Sigur nach Kiel zurück, wo auch Leon eintrifft. Sie gleichen ihre bisherigen Erkenntnisse mit den Informationen aus einem Vortrag ab, den Cécile vor der UN hält. Inspiriert durch eine Information Samanthas entwickeln sie die Theorie, dass es sich bei dem Auslöser der Phänomene um eine unbekannte Intelligenz handeln könne, der sie den Namen „Yrr“ geben. |                 |               |                                    |                                                 |                |
| 7 | Folge 7         | Episode 7     | 8. März 2023                       | 9. März 2023 (ZDF) 8. März 2023 (ORF)           | Philipp Stölzl |
| Charlie und ihr Team gehen an Bord der Thorvaldson um mithilfe des durch Samatha entwickelten Signalsystems Kontakt zu den Yrr aufzunehmen. Charlie unternimmt eine Tauchfahrt mit Luther, die fast zu einem Unfall führt, aber es gelingt ihnen, mit dem U-Boot wieder die Thorvaldson zu erreichen. Dabei gelangen einige Yrr in den Moonpool des Schiffes und kontaminieren Alicia, die in ein Koma fällt. |                 |               |                                    |                                                 |                |
| 8 | Folge 8         | Episode 8     | 8. März 2023                       | 9. März 2023 (ZDF) 8. März 2023 (ORF)           | Philipp Stölzl |
| Cécile findet heraus, dass die Yrr durch Ketamin getötet werden können und das Team entschließt sich, diese Wirkung an den Exemplaren, die sich im Moonpool der Thorvaldson befinden, zu testen. Charlie, die in der Kommunikation mit den Yrr Anzeichen für ein Interesse an einem konstruktiven Austausch erkennt, spricht sich dagegen aus; dennoch wird der Versuch gestartet, woraufhin auf dem Schiff Scheiben zerbersten und der Strom ausfällt. Luther kommt ums Leben und die manövrierunfähige Thorvaldson wird von den Yrr zwischen Eisbergen eingeklemmt. Da sie Kinder hat, wird Cécile mit der bewusstlosen Alicia per Helikopter in Sicherheit gebracht. Charlie taucht mit Luthers Leiche zu den Yrr hinab, wo sie ihr eine Probe der geheimnisvollen Organismen injizieren und den Körper dann ins Meer geben soll. Sie entschließt sich aber, sich die Yrr selbst zu spritzen und das Tauchboot zu verlassen. Kurz darauf kommt die Thorvaldson wieder frei. Charlie wird an einem arktischen Strand angespült und schlägt die Augen auf: ihre Iris schimmert in der Farbe der Yrr. |                 |               |                                    |                                                 |                |

## Synchronisationen
- Original: The Swarm (zumeist Englisch mit sporadischen Passagen in Deutsch, Französisch, Niederländisch, Schwedisch und Japanisch)
- Deutsch: Der Schwarm[14]
- Französisch: Abysses[15][16]

## Staffel 2
Barbara Eder hat in einem Interview bestätigt, dass bereits Ideen für eine zweite Staffel existieren, über deren Umsetzung muss jedoch noch nach Auswertung der Zahlen der ersten Staffel entschieden werden.

## Besetzung und Synchronisation
Die deutschsprachige Synchronisation entstand bei Neue Tonfilm München, das Dialogbuch stammt von Eva Schaaf, Dialogregie führte Christoph Cierpka.
| Rollenname              | Schauspieler              | Synchronsprecher    |
| ----------------------- | ------------------------- | ------------------- |
| Charlie Wagner          | Leonie Benesch            | Leonie Benesch      |
| Dr. Cécile Roche        | Cécile de France          | Carolina Vera       |
| Dr. Sigur Johanson      | Alexander Karim           | Till Endemann       |
| Leon Anawak             | Joshua Odjick             | Mehmet Ateşçi       |
| Dr. Katherina Lehmann   | Barbara Sukowa            | Barbara Sukowa      |
| Tina Lund               | Krista Kosonen            | Sophie Rogall       |
| Alicia Delaware         | Rosabell Laurenti Sellers | Lena Schmidtke      |
| Aito Mifune             | Takuya Kimura             | Tim Seyfi           |
| Emir Arvin / Rahim Amir | Eidin Jalali              | Eidin Jalali        |
| Samantha Crowe          | Sharon Duncan-Brewster    | Annabelle Mandeng   |
| Alban                   | Oliver Masucci            | Oliver Masucci      |
| Luther Roscovitz        | Klaas Heufer-Umlauf       | Klaas Heufer-Umlauf |
| Jack Greywolf O’Bannon  | Dutch Johnson             | Neil Malik Abdullah |
| Riku Sato               | Takehiro Hira             | Felix Goeser        |
| Sophia Granelli         | Franziska Weisz           | Franziska Weisz     |
| Sara Thompson           | Lydia Wilson              | Johanna von Gutzeit |
| Iona                    | Kari Corbett              | Diana Ebert         |
| Douglas McKinnon        | Jack Greenlees            | Florens Schmidt     |
| Dr. Natalia Oliviera    | Claudia Jurt              | Katharina Spiering  |
| Jess                    | Andrea Guo                | Andrea Guo          |
| Max                     | Michele Favaro            | Roman Schomburg     |
| Kare                    | Richard Ulfsäter          | Thomas Schimanski   |
| Mousa Kofi              | Yonv Joseph               | Tobias Schmitz      |